# Devonshire Meadows
Devonshire Meadows, au Canada, est une localité désignée située dans la province d'Alberta, dans le centre, .

## Démographie
En 2012, sa population était de 137 habitants.